# Времетръс
Времетръс е полубиографична книга на Кърт Вонегът, издадена през 1997 година. Разказва за гънка във време-пространството, която принуждава света да преживее 90-те години отново. В тази книга присъства и прочутият герой на Вонегът писателят фантаст Килгор Траут. Самият автор описва романа като яхния от разказ за книга, с чието написване се измъчил, и носталгията си по отминали времена. В пролога на „Времетръс“ Вонегът обявява, че това ще е последният му роман.

## Сюжет
Внимание:  Текстът по-долу разкрива сюжета на произведението (или части от него)!
Времетръс връща хората от 2001 година обратно в 1991 година. Героите нямат избор и повтарят всяко свое действие от последното десетилетие. В центъра на действието е Траут, но романът е изпълнен и с кратки, несвързани истории за тъгата от осъзнаването на вече направен грешен избор: героите отново виждат смъртта на родителите си, шофират пияни, причиняват инциденти с много жертви. Когато времетръсът най-сетне приключва, хората възвръщат свободната си воля, но не го осъзнават. Резултатът е хаос.

## Любопитно
По „Времетръс“ е написана едноименна пиеса от Андрей Филипов, поставена в Народен театър „Иван Вазов“.